# Награди „Оскар“ (19-а церемония)
Деветнадесетата церемония по връчване на филмовите награди „Оскар“ се провежда на 13 март 1947 година в Шрайн Аудиториум, Лос Анджелис, Калифорния. На нея се връчват призове за най-добри постижения във филмовото изкуство за предходната 1946 година. След няколко церемонии проведени в емблематичния Китайски театър на Грауман, през тази година за първи път домакин е друга забележителност на Лос Анджелис с още по-голяма вместимост по отношение на публиката. Водещ на събитието е комедианта Джак Бени.
За първи път след втората церемония, номинациите за всички категории са ограничени до максимум 5 на брой.
Големия победител на вечерта е филмът „Най-добрите години от нашия живот“ на режисьора Уилям Уайлър с 8 номинации в категориите, спечелвайки 7 от тях. Сред другите основни претенденти са „Годинакът“ на Кларънс Браун, „Хенри V“ на Лорънс Оливие и хитовия „Животът е прекрасен“ на Франк Капра.

## Номинации и Награди
Долната таблица показва номинациите за наградите в основните категории. Победителите са изписани на първо място с удебелен шрифт.
| Най-добър филм | Най-добър режисьор |
| --- | --- |
| - Най-добрите години от нашия живот - Хенри V - Животът е прекрасен - Острието на бръснача - Годинакът                                                                                          | - Уилям Уайлър – Най-добрите години от нашия живот - Кларънс Браун – Годинакът - Франк Капра – Животът е прекрасен - Дейвид Лийн – Кратка среща - Робърт Сьодмак – Убийците                                                                                |
| Най-добра мъжка роля | Най-добра женска роля |
| - Фредрик Марч – Най-добрите години от нашия живот - Лорънс Оливие – Хенри V - Лари Паркс – Историята на Джолсън - Грегъри Пек – Годинакът - Джеймс Стюарт – Животът е прекрасен                | - Оливия де Хавиланд – На всекиму неговото - Селия Джонсън – Кратка среща - Дженифър Джоунс – Дуел под слънцето - Розалинд Ръсел – Сестра Кени - Джейн Уаймън – Годинакът                                                                                  |
| Най-добра поддържаща мъжка роля | Най-добра поддържаща женска роля |
| - Харолд Ръсел – Най-добрите години от нашия живот - Чарлс Кобърн – Зелените години - Уилям Демарест – Историята на Джолсън - Клод Рейнс – Небезизвестните - Клифтън Уеб – Острието на бръснача | - Ан Бакстър – Острието на бръснача - Етъл Баримор – Спираловидната стълба - Лилиан Гиш – Дуел под слънцето - Флора Робсън – Саратога - Гейл Сондергард – Анна и кралят на Сиам                                                                            |
| Най-добър оригинален сценарий | Най-добър адаптиран сценарий |
| - Седмата завеса – Мюриъл Бокс и Сидни Бокс - Синята далия – Реймънд Чандлър - Небезизвестните – Бен Хехт - Път към утопия – Норман Панама и Мелвин Франк - Децата на рая – Жак Превер          | - Най-добрите години от нашия живот – Робърт Шерууд - Рим, отворен град – Серджио Амедей и Федерико Фелини - Анна и кралят на Сиам – Сали Бенсън и Талбот Дженингс - Кратка среща – Антъни Хавелок-Алън, Дейвид Лийн и Роналд Ним - Убийците – Антъни Вейе |

## Филми с множество номинации
Долуизброените филми получават повече от 2 номинации в различните категории за настоящата церемония:
- 8 номинации: Най-добрите години от нашия живот
- 7 номинации: Годинакът
- 6 номинации: Историята на Джолсън
- 5 номинации: Анна и кралят на Сиам, Животът е прекрасен
- 4 номинации: Хенри V, Убийците, Острието на бръснача
- 3 номинации: Кратка среща

## Почетни награди
- Лорънс Оливие
- Харолд Ръсел
- Ернст Любич